# Mirskoi
|  | Per a altres significats, vegeu «Mirskoi (Kovalévskoie)». |

Mirskoi - Мирской (rus) és un possiólok del krai de Krasnodar, a Rússia. El 2010 tenia 2.706 habitants. Es troba a la vora dreta del riu Beissug. És a 18 km al nord-oest de Kropotkin i a 123 km al nord-est de Krasnodar. Pertanyen a aquest possiólok els possiolki d'Oktiabrski, Vozrojdénie, Komsomolski, Krasnoarmeiski i Rastsvet i el khútor de Rozi Liuksemburg.